# Прес для часнику

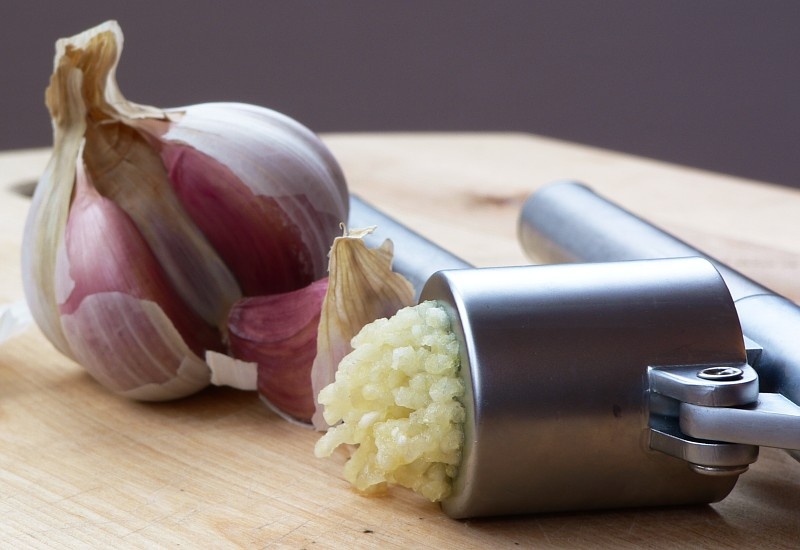
Часник, пропущений через часникочавилку.

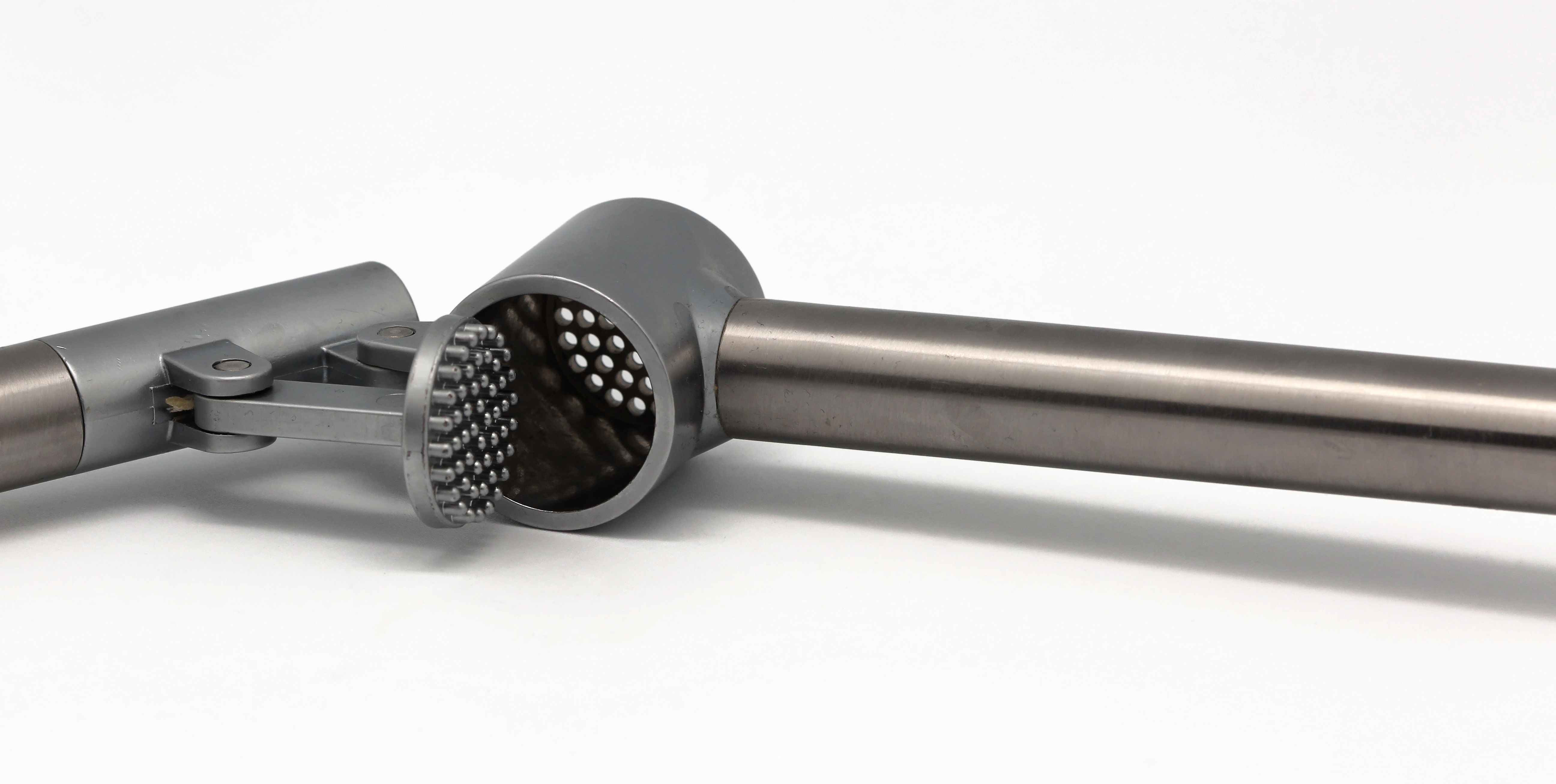
Деякі преси мають штирі на поршні, щоб часник не затримувався в отворах.

Прес для часнику (також відомий як часникочавилка часникодавилка або часничниця), це кухонне начиння, призначена для подрібнення зубчиків часнику шляхом продавлювання їх через товсту сітку з дрібними отворами (зазвичай за допомогою поршня, що рухається всередині невеликого циліндра з сітчастим дном). Деякі моделі пресів мають відповідні отворам тупі штирі на днищі, які чистять сітку в процесі роботи.
Часникові преси є чудовою альтернативою для подрібнення часнику ножем або в блендері тим більше, що зубчики часнику в такі преси можна завантажувати і нечищені. Шкірочка все одно залишиться на сітці. Деякі джерела навіть стверджують, що саме пресування з шкіркою робить часникочавилку такою незамінною.
Вважається, що часник, подрібнений за допомогою преса, відрізняється від різаного більш сильним ароматом, так як зазнав більш сильних руйнувань. Деякі фахівці та гурмани віддають перевагу аромату часнику що вичавлений саме так. Пропагандистка сироїдіння, шеф-кухар Рене Ундеркоффлер, каже: «Хороший прес для часнику перетворює роботу з ним в чисте задоволення. Розчавлений часник має більш легкий та ніжний смак, ніж нарізаний, тому що прес відсікає гіркі нотки стебла». У журналі Cook's Illustrated наголошується: «Хороший прес для часнику може подрібнити зубчики більш тонко та рівномірно, ніж зазвичай це можна зробити ножем, що призводить до кращого розподілу аромату часнику в будь-якій страві».
З іншого боку, деякі кулінари стверджують, що розчавлений часник поступається в смаку в порівнянні з різаним. Наприклад, шеф-кухар Ентоні Бурден називає часникові преси «гидотою» і радить: «не пропускайте часник через прес. Я не знаю, що за помиї видавлюються з цих пристосувань, але це не часник.» Британська кулінарна письменниця Елізабет Девід написала есе під назвою «Часникові преси зовсім марні». Елтон Браун вважає недоліком часничниці те, що у неї на кухні тільки одна функція.
Однак Cook's Illustrated перераховує деякі додаткові варіанти використання для часникового преса, такі, як роздроблення інших дрібних продуктів (в тому числі оливок, каперсів, анчоусів та чипотле) або видавлювання невеликої кількості соку з ріпчастої цибулі або цибулі-шалот.